# Mémoires de l'Académie des Sciences, Inscriptions et Belles-Lettres de Toulouse
Mémoires de l'Académie des Sciences, Inscriptions et Belles-Lettres de Toulouse (abreviado Mem. Acad. Sci. Toulouse) es una revista ilustrada con descripciones botánicas que fue editada en Francia y publicada desde 1842 hasta ahora. Fue precedida por Histoire et mémoires de l'académie royale des sciences.

## Series
- Sér. 3, vols. 1-6, 1842-50;
- sér. 4, vols. 1-6, 1851-56;
- sér. 5, vols. 1-6, 1857-62;
- sér. 6, vols. 1-6, 1863-68;
- sér. 7, vols. 1-10  1869-78;
- sér. 8, vols. 1-10, 1879-88;
- sér. 9, vols. 1-9, 1889-97;
- sér. 10, vols. 1-12, 1901-12;
- sér. 11, vols. 1-10, 1913-22;
- sér. 12, vol. 1+, 1923 hasta ahora